# Lithocarpus quangnamensis
Lithocarpus quangnamensis är en bokväxtart som beskrevs av Aimée Antoinette Camus. Lithocarpus quangnamensis ingår i släktet Lithocarpus och familjen bokväxter. Inga underarter finns listade.